# Flagge Kataloniens
Als Flagge von Katalonien dient der Autonomen Gemeinschaft die Senyera.

## Beschreibung

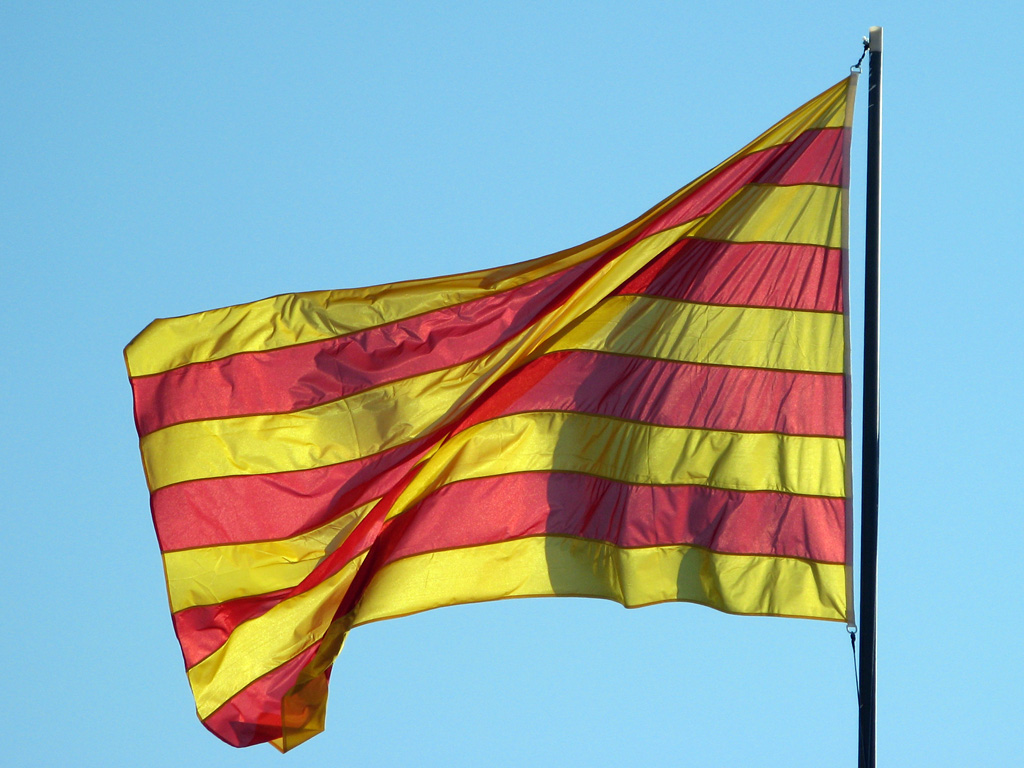
Flagge Kataloniens

Die Senyera führt fünf gelbe und vier rote waagerechte Streifen in gleicher Breite. Für gewöhnlich ist sie nicht mit dem Wappen von Katalonien belegt.

## Geschichte
Die Senyera soll eine der ältesten Flaggen der Welt sein. Sie entstand 1159 und geht auf das Wappen der Grafschaft Barcelona zurück.

## Flaggen von untergeordneten Verwaltungseinheiten
Sowohl die Provinzen Kataloniens, als auch die Kreise (Comarques) und Gemeinden verfügen über eigene Flaggen.

### Provinzen
Flaggen von Provinzen:

Provinz Barcelona
Provinz Girona
Provinz Lleida
Provinz Tarragona

Inoffizielle Version der Provinz Girona
Alte Flagge der Provinz Lleida

### Kreise
Beispiele für Flaggen von Kreisen:

Osona
Val d’Aran
Urgell (Comarca)
Baix Empordà

### Gemeinden
Beispiele für Flaggen von Gemeinden:

Gemeinde Cardedeu
Gemeinde Sarrià de Ter
Gemeinde Aitona
Gemeinde Xerta

Flagge der Stadt Barcelona
Die Stadt Barcelona benutzt seit dem 13. April 2004 ein Wappenbanner, das neben den Streifen der Senyera, als Symbol des katalanischen Königshauses, auch das Georgskreuz (Sant Jordi) zeigt, welche das ursprüngliche Symbol der Stadt war. Bereits am 11. April 1984 hatte die Katalanische Vereinigung für Flaggenkunde (Associació Catalana de Vexil·lologia ACV) diese als Flagge der Stadt vorgeschlagen, da sie auch schon im 15. Jahrhundert im Gebrauch war. Bereits am 3. Mai 1906 war sie offiziell als Stadtflagge eingeführt worden, wurde aber später wieder abgeschafft. Ab 1984 war dann eine ähnliche Flagge im Gebrauch, zeigte aber nicht die historisch korrekte Anzahl von vier roten Streifen in der Senyera. Am 25. September 1996 führte man eine neue Flagge ein, die die Senyera nicht mehr enthielt, was zu wütenden Protesten der Bevölkerung führte. Daher wurde die Flagge am 20. Dezember desselben Jahres gleich wieder abgeschafft und durch eine Flagge, die als Hintergrund die Senyera führte ersetzt. Eine zeremonielle Flagge zeigte ab 1996 eine Flagge, die dasselbe Rautensymbol auf blauem Grund führte.

## Weitere Flaggen Kataloniens
Eine weitere Variante der Senyera ist die Estelada, die von der katalanischen Unabhängigkeitsbewegung bevorzugt wird. Katalanische Unabhängigkeitsbefürworter verwenden die Estelada Blava, eine Senyera mit einem blauen Dreieck an der Liek und weißem Stern, während die Estelada Groga mit gelbem Dreieck und rotem Stern eher dem politisch linken Lager zuzuordnen ist. Auch eine Version im Stil der Flagge der Vereinigten Staaten (Estado Aragonés) ist im Gebrauch.

Estelada Blava
Estelada Groga, auch Estelada Vermella genannt
Estado Aragonés